# Блажичек, Олдржих
Олдржих Блажичек (чеш. Oldřich Blažíček, 5 января 1887, Славковице, часть Нове-Место-на-Мораве — 3 мая 1953 Прага) — чешский художник-пейзажист.

## Жизнь и творчество
Олдржих Блажичек родился в крайне бедной семье. Выучился на маляра у своего брата и отправился на заработки в Прагу. Проявив талант художника, поступает в Высшую школу прикладного искусства, где учился у профессоров Дитети и Машки. Через четыре года перешёл в Академию изобразительного искусства, которую закончил под руководством Гануша Швайгера. Наибольший интерес у Блажека вызывала в то время роспись интерьеров помещений. Во время своей учёбы подружился с такими молодыми художниками, как Отто Гутфройнд, Рудольф Кремличка, Йозеф Чапек.
Как пейзажист изображал в первую очередь виды чешской Височины. Также был известен росписью церковных интерьеров (в том числе собора Святого Вита). Профессор Чешского технического университета, где преподавал с 1927 по 1948 год.
Неоднократно выставлял свои картины — начиная с 1913 года (выставка Союза художников в Познани и Любляне). Наибольшим успехом работы О.Блажичека пользовались на выставках в Париже и в США, организованной институтом Карнеги.

## Полотна (избранное)
- В весенний день — 1928
- У сельского двора — 1926
- Вечером — 1925
- В полночный час — 1930
- Рыбничек у Славикова — 1927